# Wolcott (Nowy Jork)
Wolcott – miasto w Stanach Zjednoczonych, w stanie Nowy Jork, w hrabstwie Wayne.